# Schiau (okręg Ardżesz)
Schiau – wieś w Rumunii, w okręgu Ardżesz, w gminie Bascov. W 2011 roku liczyła 838 mieszkańców.